# Titularbistum Lamsorti
Lamsorti  ist ein Titularbistum der römisch-katholischen Kirche.
Die in Nordafrika gelegene Stadt war ein alter römischer Bischofssitz, der im 7. Jahrhundert mit der islamischen Expansion unterging. Er lag in der römischen Provinz Numidien.
| Titularbischöfe von Lamsorti |                                       |                                                            |                   |                   |
| Nr.                          | Name                                  | Amt                                                        | von               | bis               |
| 1                            | Michael George Bowen                  | Koadjutorbischof von Arundel und Brighton (Großbritannien) | 18. Mai 1970      | 14. März 1971     |
| 2                            | Jacques Berthelet CSV                 | Weihbischof in Saint-Jean-Longueuil (Kanada)               | 19. Dezember 1986 | 27. Dezember 1996 |
| 3                            | Pedro Nicolás Bermúdez Villamizar CIM | Weihbischof in Caracas (Venezuela)                         | 15. Februar 1997  | 27. Oktober 2022  |
| 4                            | Denilson Geraldo SAC                  | Weihbischof in Brasília (Brasilien)                        | 25. Januar 2023   |                   |